# Prevx
 (septembre 2012).
Si vous disposez d'ouvrages ou d'articles de référence ou si vous connaissez des sites web de qualité traitant du thème abordé ici, merci de compléter l'article en donnant les références utiles à sa vérifiabilité et en les liant à la section « Notes et références ».
PrevX est un logiciel antivirus qui, contrairement à la majorité des anti-virus récents, ne se fie pas à un registre de code malicieux que l'on doit mettre à jour (fichiers de signatures) mais qui va plutôt surveiller certaines zones sensibles de l'ordinateur pour bloquer les actions des virus.
Il joue aussi un rôle de contrôleur d'intégrité en demandant à l'utilisateur s'il souhaite ou non autoriser les actions en cours sur l'ordinateur. C'est une qualité car cela ne nécessite pas de base de signature de virus, mais aussi une faiblesse car l'utilisateur doit être suffisamment expérimenté pour identifier les activités anormales.

## Récompenses
- Editors' Choice par PCMag.com[1]
- Platinum & Standard Checkmark par West Coast Labs[2]